# Weerstandsdecade

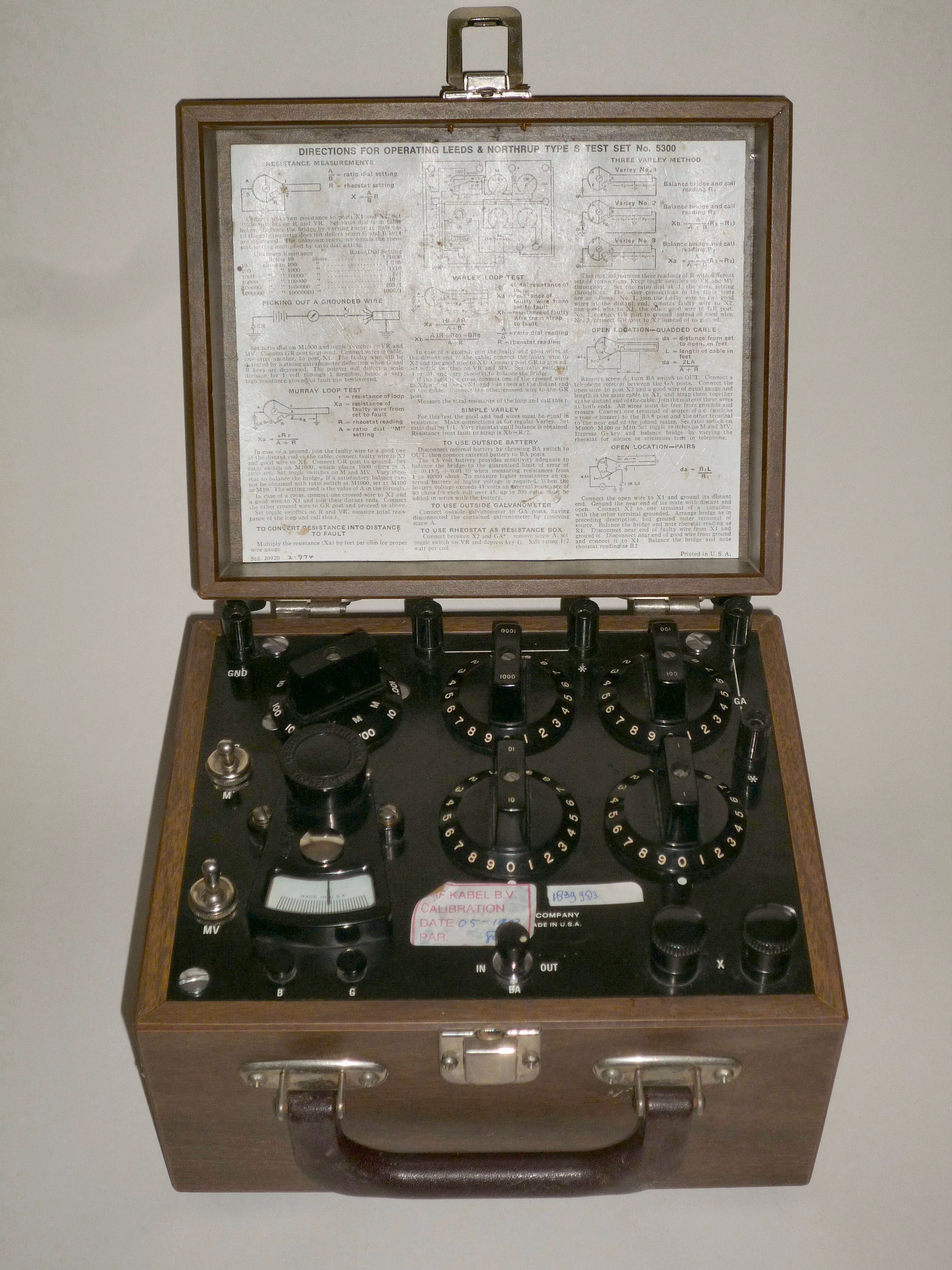
Leeds & Northrup Testset om storingen in (ondergrondse) kabels te lokaliseren gebaseerd op de Brug van Wheatstone met een ingebouwde weerstandsdecade 1-9999 ohm)

Een weerstandsdecade is een elektrisch apparaat waarmee men een elektrische weerstand kan instellen. Veelal gebeurt dit met draaischakelaars die in stappen van bijvoorbeeld 1Ω, 10Ω, 100Ω enzovoort, ingesteld kunnen worden. Bij decades die grote stromen moeten kunnen verwerken gebeurt het kiezen van de weerstand soms door het plaatsen van pluggen.
Een dergelijk instrument wordt bijvoorbeeld gebruikt als instelbare weerstand in een brug van Wheatstone.